# Druga italijansko-abesinska vojna
Drúga italijánsko-abesínska vôjna (italijansko guerra d'Etiopia ali seconda guerra italo-etiopica) je bila vojna med Kraljevino Italijo in Etiopskim imperijem, ki je trajala sedem mesecev, mnogi jo obravnavajo kot predhodnico 2. svetovne vojne in prikaz neučinkovitosti Društva narodov. Imenuje se tudi italijánsko-etiópska vôjna.

## Ozadje
Italijanski fašistični diktator Benito Mussolini je dolgo časa hrepenel po italijanskem imperiju, ki bi nadvladal v Sredozemlju, in je zato velikokrat govoril o izgradnji novega rimskega imperija. V tem času sta imeli Združeno kraljestvo in Francija velika imperija in večina velikih evropskih držav je imela kolonialne posesti. 
Abesinija je bila glavni kandidat za ta širitveni cilj zaradi več vzrokov. Bila je skoraj edina afriška država, ki tedaj in sploh nikoli ni pripadala nobeni evropski sili. Poleg tega bi lahko služila za združitev Eritreje na severozahodu in Italijanske Somalije na vzhodu. Prav tako so jo imeli za vojaško šibko in bogato s surovinami. Prav gotovo je bil razlog za napad na Abesinijo tudi »ponovna prisvojitev« države in maščevanje za poraz med 1. italijansko-abesinsko vojno v letih 1895 in 1896.

## Italijanski vpad
Pogodba, ki je razdelila Italijansko Somalijo in Abesinijo, je navajala, da je meja potekala 21 lig (starih morskih milj) vzporedno z obalo pri Benadirju. Italijani so si to razlagali z 21-timi morskimi miljami in ne z 21-timi standardnimi ligami, kar bi jim naneslo večje ozemlje. Zaradi tega so leta 1930 v Ogadenski puščavi pri Valvalu zgradili utrdbo in se niso ozirali na italijansko-etiopsko pogodbo iz leta 1928. Do leta 1932 so z ozemlja Italijanske Somalije že precej napredovali, saj so začeli graditi ceste znotraj abesinskega ozemlja.
Novembra 1934 so abesinske teritorialne enote, ki jih je spremljala angleško-etiopska obmejna komisija, protestirale proti italijanskemu vdoru. Britanski člani komisije so se kmalu umaknili, da so se ognili mednarodnemu incidentu. Zgodaj decembra so se napetosti sprevrgle v oborožen spopad, ki je zahteval 150 etiopskih in 50 italijanskih žrtev. To je v Društu narodov povzročilo abesinsko krizo.
Društvo narodov je septembra 1935 oprostilo obe strani za incident pri Valvalu. Italija je kmalu začela zbirati svoje sile na mejah z Abesinijo od Eritreje do Italijanske Somalije. 
Napad je izgledal neizogiben in neguš negasti Haile Selassie I. je ukazal splošno mobilizacijo. Njegova na novo nanovačena vojska je štela približno 500.000 mož. Mnogi med njimi so bili oboroženi na starodavni način s preprostim orožjem, kot so sulice in loki.

## Italijanski vdor in zasedba
3. oktobra je 100.000 italijanskih vojakov skupaj z znatnim številom askarov pod vrhovnim poveljstvom (tedaj) generala Emilia De Bona brez vojne napovedi napadlo iz Eritreje. Manjši kontingent, ki mu je poveljeval (tedaj) general Rodolfo Graziani, je napadel iz Italijanske Somalije. Do 6. oktobra je padla Adova, prizorišče italijanskega poraza v prvi vojni. 15. oktobra je padla sveta starodavna prestolnica Aksum.
Društvo narodov je 7. oktobra Italijo razglasilo za zavojevalko in začelo s počasnim nalaganjem sankcij. Sankcije se niso nanašale na več pomembnih surovin, vključno z nafto. Francija in Britanija sta to pojasnjevali s tem, da bi Italijani nafto tako ali tako preprosto dobili od ZDA, ki ni bila članica Društva. V prizadevanjih za zgladitev 'spora' in zajezitev italijanskih hegemonističnih in ekspanzionističnih teženj so zasnovali Hoare-Lavalov pakt. Načrt je bil zelo ugoden za Italijane in so ga Etiopci zavrnili.
Sredi decembra je De Bona zamenjal general Pietro Badoglio zaradi njegovega počasnega in opreznega napredovanja. De Bono je bil 11. novembra v nadomestilo povišan v maršala Italije. Haile Selassie I. se je odločil, da bo preskusil tega novega generala z napadom, vendar so njegove sile odbili, ko je Badoglio začel uporabljati bojni strup.
29. marca 1936 so Grazianijeve sile bombardirale mesto Harar. Dva dni kasneje je potekala zadnja velika bitka vojne, bitka pri Majčevu, v kateri so zmagali Italijani, saj so izvedeli za načrtovani protinapad. 6. aprila so Italijani zmagali blizu jezera Ašangi. 2. maja se je Haile Selassie I. zatekel v izgnanstvo v Britanijo. Badogliojeve sile so zavzele prestolnico Adis Abebo 5. maja.

## Zaključek
Italija je uradno priključila državo 7. maja in italijanskega kralja Viktorja Emanuela III. je 9. maja v Rimu Mussolini proglasil za cesarja Etiopije, čeprav ga mednarodna skupnost ni priznala. Italija je nato 1. junija združila Eritrejo, Abesinijo in Somalijo v enojno državo, znano kot Italijanska Vzhodna Afrika (italijansko Africa Orientale Italiana). 11. junija je maršal Graziani postal podkralj Etiopije. 20. junija je imel Haile Selassie I. nagovor v Društvu narodov. Društvo je uradno obsodilo italijanska dejanja. Italija je zaradi tega na Mussolinijevo pobudo izstopila iz Društva. 4. julija je Društvo umaknilo vse sankcije proti Italiji.
Sinova Rasa Kase sta z nekaj tisoč bojevniki poskušala ponovno osvojiti Adis Abebo, vendar jih je zadržala italijanska garnizija. Italijani so osumili sodelovanja nadškofa Desja Abono Petrosa in ga usmrtili. Italijani so oktobra začeli vojaške operacije v dveh tretjinah Etiopije, ki so jima še vedno upravljali cesarski uslužbenci. 18. decembra se je Ras Imru predal Italijanom pri reki Godžeb. Italija je objavila stanje miru.
19. februarja 1937 je poteka zadnja bitka med vojskama, bitka pri Gogetiju. Preostali del etiopske vojske v Sidamu in Baleju so obkrožile in uničile italijanske sile blizu jezera Šala. Dedžasmač Beiene Merid in dedžasmač Gabre Mariam sta v bitki padla. Ras Desta Damtev je ranjen ušel pokolu, vendar so ga pet dni kasneje ujeli in usmrtili.
Italijanska Vzhodna Afrika je bila kratkega veka, saj so Abesinijo med Vzhodnoafriškim pohodom združene britanske in etiopske sile leta 1941 osvobodile in Haile Selassie I. se je 5. maja vrnil na prestol.
| stran                     | bojne sile | št. prebivalcev | izgube |
| Etiopija                  | 100.000    | 28.000.000      | 16.000 |
| Italija                   | 330.000    | 39.000.000      | 15.000 |
| Vir: , 16. december 2000. |            |                 |        |